# Józef Chełmoński
Józef Marian Chełmoński (7. listopadu 1849, Boczki Chełmońskie – 6. dubna 1914, Kuklówka Zarzeczna) byl polský malíř. Představitel realismu.

## Život
Pocházel z mazovské šlechtické rodiny, jakkoli nezámožné. Jeho dědeček, také Józef, byl osobním tajemníkem Michała Hieronima Radziwiłła. V letech 1867–1872 studoval na varšavské kreslířské škole a v soukromém ateliéru Wojciecha Gersona. V letech 1872–1875 studoval Akademii výtvarných umění v Mnichově, kde byl žákem Hermanna Anschütze a Alexandera Strähubera. V roce 1875 odešel do Paříže, kde si získal velkou popularitu díky originálním a pro Francouze exotickým námětům svých obrazů, zvláště koňských trojspřeží a čtyřspřeží. Jako ilustrátor tehdy spolupracoval s pařížským deníkem Le Monde Illustré. Navštívil též Itálii, v letech 1872 a 1874–1875 podnikl cesty do Podolí a na Ukrajinu. Pak se vrátil do Varšavy, s přáteli Adamem Chmielowským a Stanisławem Witkiewiczem sdílel pronajatý ateliér v hotelu Europejski. Získal Grand Prix na Světové výstavě v Paříži roku 1889, zlatou medailí na výstavě Glaspalast v Mnichově v roce 1894 a taktéž na Univerzální výstavě umění v San Franciscu roku 1894.
Rodinné problémy, neshody s manželkou (existují i závažná svědectví o jeho násilí vůči manželce) a smrt několika dětí vedly k faktickému rozpadu manželství a k tomu, že přebýval především v ateliéru poblíž Grodzisku v Kuklówce. V roce 1889 zde také zakoupil panské sídlo, kde žil až do své smrti. Často také pobýval na panském sídle rodiny Górských v nedaleké Wola Pękoszewské. Ke konci života trpěl aterosklerózou. Byl pohřben na hřbitově v Żelechowě.

## Dílo
V počátečním období své tvorby, před odjezdem do Mnichova, maloval venkovské žánrové výjevy, vícefigurální i komorní. Mezi díla vytvořená v tomto období patří např. Večer a Jeřáby. Jeho velkým literárním inspirátorem byl Adam Mickiewicz. Velkým inspiračním tématem byla též Ukrajina (obrazy Před odjezdem hostů na Ukrajině, Noc na Ukrajině) a polský venkov (Babí léto - jeden z jeho nejslavnějších obrazů). Pozoruhodné je, že nejvíce těchto děl vytvořil během pobytu v Mnichově a v Paříži. Po návratu do Polska a usazení se v Kuklówce (1889) prošla jeho malba změnami. Dynamické kompozice ustoupily klidnějším, statičtějším krajinám, často bez figur, někdy obohaceným o siluety zvířat nebo ptáků (Koroptve, Čápi, Jestřáb, Dněstr v noci). V těchto pozdních dílech byl ovlivněn barbizonskou školou.